# Дом-музей Чингиза Айтматова
Дом-музей Чингиза Айтматова – мемориальный музей известного советского и киргизского писателя Чингиза Айтматова. Открылся в 2014 году в селе Чон-Арык на окраине Бишкека, в доме, где писатель провёл последние годы жизни.

## О музее
Музей расположен в государственной резиденции «Ала-Арча» в окрестностях Бишкека, в доме, где писатель провел последние 20 лет жизни, с 1986 года. После его смерти здесь жили его вдова Мария Урматовна и сын Эльдар со своей семьёй. В 2009 году они решили создать дом-музей Айтматова. Музей открылся 12 декабря 2014 года. Являясь частным, он не получает господдержки.

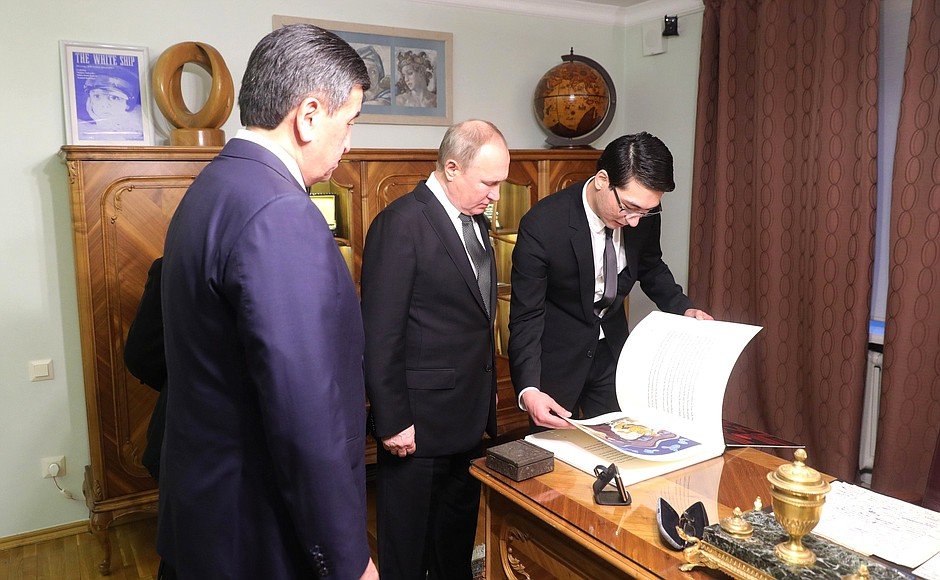
В. Путин во время посещения Дома-музея Чингиза Айтматова

В доме-музее Чингиза Айтматова семь комнат. В них сохранилась обстановка, личные вещи писателя и самое главное — его рукописи. 
Отдельная часть экспозиции посвящена многочисленным наградам Айтматова. На втором этаже расположен его рабочий кабинет, спальня и библиотека. Во второй половине дома живёт Эльдар Айтматов с семьёй, там же расположен Международный фонд Чингиза Айтматова, который занимается культурно-просветительской деятельностью. Основанный в 2000 году самим писателем, сейчас он управляется его детьми.
Музей пользуется популярностью как у соотечественников писателя, так и у иностранных граждан. Часто музей посещают делегации высоких гостей. В марте 2019 года дом-музей посетил президент России Владимир Путин. Вместе с президентом Кыргызстана Сооронбаем Жээнбековым он побеседовал с семьёй писателя, а экскурсию для почетных гостей провели младший сын Айтматова Эльдар и супруга, Мария Урматовна Айтматова.

## Внешние видеофайлы
- Короткометражный документальный фильм про Дом Музей Чингиза Айтматова // AKNURfilm. 2018, 7 февраля.
- Эльдар Айтматов: Моя главная миссия – сохранение творческого наследия отца. ЭКСКЛЮЗИВ - МИР 24 // МИР 24. 2018, 12 декабря.
- Путин и Жээнбеков посетили дом-музей Чингиза Айтматова // 2019, 28 марта.
- Участники Медиафорума стран ШОС посетили дом музей Чингиза Айтматова // 2019, 30 мая.
- Все в первозданном виде — как выглядит дом-музей Айтматова // Sputnik Кыргызстан. 2019, 30 июня.